# Oddział (geologia)
Oddział (ang. Series) – formalna jednostka chronostratygraficzna, niższa rangą od systemu. Jest to zespół skał powstałych w ciągu jednej epoki. Oddział dzieli się na piętra.